# Cathédrale de la Sainte-Famille de Londres
Cette  cathédrale ne doit pas être confondue avec une autre cathédrale de Londres.
 D’autres cathédrales portent le nom de cathédrale de la Sainte-Famille.
La cathédrale de la Sainte-Famille (en anglais : Cathedral of the Holy Family), précédemment appelée cathédrale catholique de la Sainte-Famille-en-Exil (en ukrainien : Український католицький собор Святої Родини в еміграції) est la cathédrale de l'éparchie de la Sainte-Famille de Londres des Ukrainiens.
La cathédrale est placée sous la juridiction de l'éparque apostolique de l'Église grecque-catholique ukrainienne pour la Grande-Bretagne.

L'intérieur.

Elle est située sur Duke Street (à côté d'Oxford Street), dans le quartier de Mayfair. Le bâtiment est temporairement fermé aux fidèles après l'effondrement d'une partie du plafond le 13 août 2007. L'icône créée par un moine ukrainien, Juvenalij Mokrytsky, n'a pas été affectée par l'effondrement.
Le bâtiment qu'elle occupe a été conçu par Alfred Waterhouse en 1891. Il a été vendu à l'Église catholique en 1967.

## Source
- (en) Cet article est partiellement ou en totalité issu de l’article de Wikipédia en anglais intitulé « Ukrainian Catholic Cathedral of the Holy Family in Exile » (voir la liste des auteurs).